# Їржі Феурейсл
Їржі Феурейсл (чеськ. Jiří Feureisl, 3 жовтня 1931, Страшиці — 12 травня 2021) — чехословацький футболіст і хокеїст, що грав на позиції нападника, зокрема, за клуб «Славія» (Карлові Вари), а також національну збірну Чехословаччини  у футболі та за  «Динамо» (Карлові Вари) у хокеї.

## Клубна кар'єра
У футболі дебютував 1956 року виступами за команду «Славія» (Карлові Вари), кольори якої і захищав протягом майже усієї своєї кар'єри гравця,що тривала три роки.
Майже всю свою хокейну кар'єру провів у місті Карлові Вари, де захищав кольори місцевого клубу «Динамо». Під час служби в армії два роки відіграв за команду «Танкіста» (Прага).

## Виступи за збірну
1956 року дебютував в офіційних матчах у складі національної збірної Чехословаччини з футболу. Протягом кар'єри у національній команді провів у її формі 11 матчів, забивши 7 голів.
У складі збірної був учасником чемпіонату світу 1958 року у Швеції, де зіграв з ФРН (2-2), Аргентиною (6-1) і Північною Ірландією (1-2). Забив один з голів у грі з аргентинцями.
Разом зі збірною виграв Кубок Центральної Європи з футболу, забивши 5 м'ячів.